# Brădeni
Brădeni (en hongrois : Hégen, en allemand : Henndorf) est une commune du județ de Sibiu en Roumanie.